# 勒内·洛兰
勒内·洛兰（法語：René Lorain，1900年3月19日—1984年10月25日），法国男子田径运动员，主攻短跑。他曾代表法国参加1920年夏季奥林匹克运动会田径比赛，获得男子4×100米接力银牌。